# 崇礼
崇礼（19世纪1840年前後？—1907年），字受之，蔣氏（或作姜氏），内务府汉军正白旗人。清末官僚。

## 生平
監生出身。咸丰七年（1857年），由拜唐阿被任为清漪园苑丞（园长）。咸丰帝巡幸，尝询以事，奏对称旨，嘉奖之。由员外郎历内务府卿，加内务府大臣。光绪元年，授山海关副都统，乞病归。五年，历迁内阁学士，命在总理各国事务衙门行走，补礼部右侍郎。因事被革职，改降三级。九年，授光禄寺卿。历理籓院侍郎，转兵部、户部。二十年，加太子少保，赏黄马褂。旋擢理籓院尚书。出为热河都统，再乞病。崇礼勤於职事，太后念先帝识拔，颇推恩遇。
二十四年（1898年），授刑部尚书，兼步军统领。戊戌政变后，参预慈禧太后训政。杨锐等获罪，崇礼以案情重大，请钦派大学士、军机大臣会同审讯，始命军机会刑部、都察院严审。但是当天又传旨即行正法。
二十六年（1900年），调户部，协办大学士。二十九年，授东阁大学士，转文渊阁大学士。三十一年，以病乞罢。三十三年五月十三日（1907年6月23），病逝，谥文恪。有一子蔣錫（蔣鑫）。

## 延伸阅读
[在维基数据编辑]
 《清史稿·卷440》，出自趙爾巽《清史稿》
 在维基共享资源阅览影像
- 《清史列傳》卷六十一
- 《东方杂志》第四卷第六期